# 石本美穂
石本美穂（いしもと みほ、6月13日 - ）は、日本の漫画家。

## 来歴
1992年、『りぼん』春のびっくり大増刊号（集英社）にて「愛という気持ち」でデビュー。主に『りぼん』（同）で作品を発表。

## 作品リスト
集英社
- 愛という気持ち（『りぼん』1992年春のびっくり大増刊号）
- 微笑みを待っていて（『りぼんオリジナル』1992年初夏の号）
- 幸せを三つ編みにして（『りぼんオリジナル』1992年夏の号）
- 晴れた日の愛しさ（『りぼん』1993年2月号）
- 不思議月夜は金の色（『りぼんオリジナル』1993年2月号）
- チョコレートパフェの奇跡（『りぼん』1993年6月号）
- 素敵にロマンス革命（『りぼんオリジナル』1993年10月号）
- ベイビィな子守歌（『りぼん』1994年3月号）
- 太陽がサファリ気分!（『りぼんオリジナル』1994年6月号）
- ドレッシー・パンク（『りぼん』1994年11月号 - 1995年1月号、『りぼん』1995年早春のびっくり大増刊号）
- 麗しのハピィデイズ（『りぼんオリジナル』1995年6月号、1996年6月号）
- 冬の虹を見に行こう（『りぼん』1996年2月号）
- パールキャンディ（『りぼんオリジナル』1996年2月号）
- 夢咲き幻想物語（『りぼん』1996年秋のびっくり大増刊号）
- お散歩ダーリン（『りぼんオリジナル』1997年2月号）
- さくら色ハッピー（『りぼん』1997年4月号 - 1997年6月号、『りぼん』1997年夏休みおたのしみ増刊号）
- ラブリー・ラズベリー（『りぼんオリジナル』1997年8月号）
- ホット・ミルク・ボーイ（『りぼんオリジナル』1998年2月号）
- お姫さまゲーム（『りぼん』1998年春のびっくり大増刊号）
- 浪漫に伝えて（『りぼん』1998年秋のびっくり大増刊号、1999年冬休みおたのしみ増刊号、1999年夏休みおたのしみ増刊号）
- 御伽草子白夜（『りぼん』1999年早春のびっくり大増刊号）
- アシスタントレイディ（『りぼん』1999年初夏のびっくり大増刊号）
- 華めぐり御用!（『りぼんオリジナル』1999年12月号、『りぼん』2000年早春のびっくり大増刊号）
- 八百八町華めぐり（『りぼん』2000年冬休みおたのしみ増刊号）
- 禁断のラプンツェル（2000年『りぼん』初夏のびっくり大増刊号）
- 禁断のスノーホワイト（2000年『りぼん』夏休みのびっくり大増刊号）
- LB-2001（2001年『りぼん』早春のびっくり大増刊号）
- Kids♥Kiss（『りぼん』2001年初夏のびっくり大増刊号）
- ポリス・ダッシュ（『りぼん』2001年秋のびっくり大増刊号）
- 2次元恋愛論（『りぼん』2002年春のびっくり大増刊号）
- 春・晴る・花茶
- ガラス通り診療所（『Cookie BOX』）
- そして花嫁は恋を知る（原作・小田菜摘、『コミックコバルト』2010年10月号）※コミカライズ。

ベネッセコーポレーション
- 前、ときどき横向き育児日和（『こっこクラブ』2009年 - 2011年4月号）

ハーレクイン
- 大富豪と百万ドルの秘書（『増刊ハーレクイン』2019年ヴァカンス号（9月15日号））
- 週末だけの関係？（『増刊ハーレクイン』2020年真実の愛号（4月15日号））

## 書誌情報
集英社
- 不思議月夜は金の色（1993年6月刊、ISBN 4088536738）
  - 「晴れた日の愛しさ」「幸せを三つ編みにして」「微笑みを待っていて」「愛という気持ち」併録。
- 素敵にロマンス革命（1994年11月刊、ISBN 4088537696）
  - 「チョコレートパフェの奇跡」「ベイビィな子守歌」「太陽がサファリ気分!」併録。
- ドレッシー・パンク（1995年9月刊、ISBN 4088538196）
  - 「麗しのハピィデイズ」[注釈 1]併録。
- 冬の虹を見に行こう（1997年3月刊、ISBN 4088560108）
  - 「パールキャンディ」「夢咲き幻想物語」併録。
- さくら色ハッピー（1998年2月刊、ISBN 4088560671）
  - 「麗しのハピィデイズ」[注釈 2]併録。
- 浪漫に伝えて（1999年4月刊、ISBN 4088561414）
  - 「お散歩ダーリン」「ラブリー・ラズベリー」併録。
- 御伽草子白夜（1999年9月刊、ISBN 408856166X）
  - 「お姫さまゲーム」併録。
- 華めぐり御用!（2000年10月刊、ISBN 4088562356）
  - 「八百八町華めぐり」「浪漫に伝えて 番外編」[注釈 3]併録。
- アシスタントレイディ（2001年9月刊、ISBN 408856314X）
- Kids♥Kiss（2003年1月15日発売、ISBN 978-4088564357）
- ガラス通り診療所（全2巻）[注釈 4]
  1. 2003年7月15日発売、ISBN 978-4088564814
  2. 2006年4月14日発売、ISBN 978-4088566801（「春・晴る・花茶」併録。）
- 満点人物伝シリーズ ちびまる子ちゃんのキュリー夫人（キャラクター原作・さくらももこ、監修・大場覚、2010年9月24日発売、ISBN 978-4083140525）※漫画担当。

ハーレクイン
- 大富豪と百万ドルの秘書 強引に結婚を迫られて!?（原作・ジェニー・ルーカス、2019年9月発売[1]）※電子書籍限定配信。
- 週末だけの関係？（原作・ジュディス・マクウィリアムズ、2020年4月発売[2]）※電子書籍限定配信。

### アンソロジー
- りぼん新人まんが家デビュー作集2 愛という気持ち（1993年3月刊、ISBN 4088536584）
  - 「愛という気持ち」収録。表紙も担当。